# R-4D
Le R-4D est un petit moteur-fusée hypergolique, conçu à l'origine par Marquardt Corporation pour être utilisé comme propulseur de système de contrôle par réaction (reaction control system, RCS en anglais) sur les véhicules du programme Apollo. Aujourd'hui, Aerojet Rocketdyne fabrique et commercialise des versions modernisées du R-4D.

## Histoire
Développé comme propulseur de contrôle d'attitude pour le module de commande et de service Apollo et le module lunaire dans les années 1960, chaque unité des modules utilisait quatre groupes (pods) de quatre moteurs. Les premiers R-4D volèrent pour la première fois sur AS-201 en février 1966. Environ 800 moteurs de ce type furent produits au cours du programme Apollo.
Après Apollo, des versions modernisées du R-4D ont été utilisées dans divers engins spatiaux, comme Leasat de la marine américaine, Insat 1, Intelsat VI (en), Italsat (it) et BulgariaSat-1 (en). Il a également été utilisé sur les véhicules cargos HTV japonais et ATV européen, qui livrent tous deux du fret à la Station spatiale internationale. Il est également utilisé sur le vaisseau spatial Orion.

## Design
Le R-4D est un moteur refroidi par pellicule de carburant. Une partie du carburant est injectée longitudinalement dans la chambre de combustion, où il forme un film de refroidissement.
La conception du propulseur a changé plusieurs fois depuis son introduction. La chambre de combustion originale du R-4D était formée d'un alliage de molybdène, recouvert d'une couche de disiliciure de molybdène. Les versions ultérieures l'ont remplacé par un alliage de niobium, pour sa plus grande ductilité. À partir du R-4D-14,, la conception a de nouveau été modifiée pour utiliser une chambre de combustion en rhénium revêtue d'iridium, qui offrait une plus grande résistance à l'oxydation à haute température et favorisait le mélange des gaz ayant partiellement réagi.
Le R-4D ne nécessite aucun allumeur car il utilise des ergols hypergoliques, le NTO et la MMH.
Il est évalué jusqu'à une heure de poussée continue, 40 000 secondes au total et 20 000 tirs individuels.